# Ochicanthon kikutai
Ochicanthon kikutai là một loài bọ cánh cứng trong họ Bọ hung (Scarabaeidae).